# Tommaso Rocchi
Tommaso Rocchi, född 19 september 1977 i Venedig, är en italiensk fotbollsanfallare som för tillfället spelar i den ungerska klubben Haladás. Han slog igenom i Empoli där han spelade 104 matcher för klubben och gjorde 29 mål. Han bytte klubb till Romlaget Lazio 2004 och har varit bästa målskytt varje säsong till och med 2008.
I januari 2013 flyttade han till Milanoklubben Inter.
Rocchi gjorde landslagsdebut för Italien mot Kroatien den 16 augusti 2006.